# Даниленко, Владимир Андреевич
Даниленко Владимир Андреевич (* р. 14 августа 1948 г., с. Потопиха Липоводолинского района Сумской области) — украинский политик, депутат Верховной Рады Украины, первый секретарь Сумского обкома КПУ, член фракции КПУ (с 17.06.2008), член Комитета по вопросам экологической политики, природопользования и ликвидации последствий Чернобыльской катастрофы (с 09.2008).

## Биография
Родился 14 августа 1948 г. в селе Потопиха Липоводолинского района Сумской области в крестьянской семье.
Обучение начал в Будыльской средней школе, а затем поступил в Лубенского лесного техникума, который окончил в 1967 году. Был призван в ряды Советской Армии. Отслужил два года и демобилизовался в декабре 1969 года.
Трудовую деятельность начал с должности секретаря комитета комсомола ВОРОЖБЯНСКИЙ СПТУ-6 пгт Малая Ворожба Лебединского района (01.1970 — 07.1972 гг.)
07.1972 — 07.1978 гг был назначен заведующим отделом Лебединского райкомом комсомола, позже избран — вторым, первым секретарем райкома комсомола г. Лебедин Сумской области.
В 07.1978 — 09.1983 гг Владимир Андреевич возглавил должность директора совхоза им. Карла Маркса в с. Бишкинь Лебединского района.
А в 1983 г. был избран председателем райисполкома Лебединского районного совета народных депутатов.
«Человек большой идеи и сильного характера», — именно так говорили о Даниленко в те годы. И уже в декабре 1987 по сентябрь 1991 он стал первым секретарем Лебединского райкома Коммунистической партии Украины Сумской области.
В первый год независимости Украины (1991 г.) Владимир Андреевич становится первым заместителем председателя исполкома Лебединского районного совета народных депутатов. А с июня 1992 по декабрь 1995 годах он — заместитель начальника управления сельского хозяйства Лебединского райгосадминистрации.
Занимал должности: с 1995 по апрель 1997 г.г. — первый заместитель председателя Лебединской райгосадминистрации, начальник управления сельского хозяйства Лебединского райгосадминистрации.
Шесть лет был председателем правления ЗАО АТД «Лебединский». С февраля 2003 г. по май 2007 г. совершенствовал свой политический опыт в должности помощника-консультанта народных депутатов Украины.
С июня 2008 г. — депутат Верховной Рады Украины народный депутат Украины 6-го созыва от Коммунистической партии Украины.
- Член Комитета Верховной Рады Украины по вопросам экологической политики, природопользования и ликвидации последствий Чернобыльской катастрофы;
- Член группы по межпарламентским связям с Боливарианской Республикой Венесуэла.

Проживает в городе Лебедин Сумской области.

## Семья
- Жена — Ирина Алексеевна.
- Трое детей.